# Ginebrell (Vilamolat de Mur)
Ginebrell és un indret i partida del terme municipal de Castell de Mur, dins de l'antic terme de Mur, al Pallars Jussà, en terres de Vilamolat de Mur.
És a ponent de Vilamolat de Mur, al vessant oriental del Serrat de Purredó. Casa Ginebrell i la torre medieval anomenada Torre Ginebrell centren aquest paratge.
És una partida constituïda per camps de conreu, la major part encara en ús.